# Гурьев, Михаил Петрович
Михаил Петрович Гурьев (род. 31 мая 1954, Ленинград) — заведующий лабораторией научной реставрации часов и музыкальных механизмов Государственного Эрмитажа, лауреат Государственной премии Российской Федерации в области литературы и искусства (2010).

## Биография
В 1977 г. окончил Ленинградский институт точной механики и оптики. С 1994 года работает в Государственном Эрмитаже, с 1997 года — заведующий лабораторией научной реставрации часов и музыкальных механизмов. В 2000 году окончил West Dean College (Англия) по специальности «Реставрация старинных часов».
Является заведующим Лаборатории научной реставрации часов и музыкальных механизмов (Государственный Эрмитаж). Занимался реставрацией часов «Павлин»,  в 1995 году под руководством Платонова Юрия Петровича. Участвовал в реставрации башенных часов Зимнего Дворца (А. Гельфер, Россия, 1837), Петровских музыкальных часов (Г. Торнтон, Англия, 1720), часов-бюро с органом (И. Штрассер, Россия, 1780), часов «Клио и Урания» (Ж. А. Лепот, Франция, 1776), Екатерининских музыкальных часов-будильника (Гравел и Толкиен, Англия, 1792), «Большого механического оркестра» (И. Г. Штрассер, Россия, 1800), механического глобуса Ивана Грозного, башенных часов г. Выборг, башенных часов Гатчинского Дворца, башенных часов Мраморного дворца и других.
Указом Президента от 8 июня 2011 года удостоен Государственной премии Российской Федерации в области литературы и искусства за 2010 год.

## Награды
- Государственная премия Российской Федерации 2010 года в области литературы и искусства — за выдающийся вклад в сохранение и восстановление уникальных музейных часов и музыкальных механизмов, возрождение традиций российских мастеров.